# Les Enfants du pays
Pour plus de détails, voir Fiche technique et Distribution.
Les Enfants du pays est un film français de Pierre Javaux sorti en 2006.

## Synopsis
Pendant la Seconde Guerre mondiale, des tirailleurs sénégalais, ayant perdu leur régiment, arrivent dans un village des Ardennes vidé de ses habitants, à l'exception d'un vieil homme, de sa petite-fille et de son petit-fils. Personne ne pense alors que la guerre ira jusque chez eux. S'ensuit une brève histoire d'amour entre Bha, un tirailleur qui parle à peine le français, et Camille (Emma Javaux). Le petit garçon se lie également d'amitié avec le « sorcier » du groupe. Un soir, le chef des tirailleurs aperçoit une ligne de char qui arrive dans la forêt. C'est pris de court que Gustave (Michel Serrault) fait fuir ses petits-enfants.

## Fiche technique
- Autres titres : Douce France / Un si joli village / Une ballade au printemps
- Réalisation : Pierre Javaux
- Scénario : Pierre Chaillan, Emmanuel Mauro et Pierre Javaux
- Photographie : Gilles Porte
- Musique : Béatrice Thiriet
- Production : Pierre Javaux
- Société de production : Pierre Javaux Productions
  - Coproduction : France 2 Cinéma, BAC Films
- Genre : comédie dramatique, guerre
- Pays d'origine :  France
- Langue : français
- Durée : 87 min
- Visa d'exploitation no 109 663
- Année : 2006
- Sortie en salle :
  -  France - 19 avril 2006

## Distribution
- Michel Serrault : Gustave
- William Nadylam : le caporal-chef Malick N'Diaye
- Emma Javaux : Camille
- Pascal Nzonzi : Baye Dame
- Arthur Chazal : Étienne
- Ralph Amoussou : Bha
- Jacky Ido : Lamine

## Informations sur le tournage
Le musée des boissons et de la Sommellerie a prêté des objets pour le tournage. (voir des photos du tournage).
Le film a été tourné en partie dans le village d'Ecot-la-Combe (Haute-Marne).